# Groß Luckow
Groß Luckow ist eine Gemeinde im Landkreis Vorpommern-Greifswald im Osten Mecklenburg-Vorpommerns (Deutschland). Die Gemeinde gehört zum Amt Uecker-Randow-Tal mit Sitz in der Stadt Pasewalk.

## Geografie
Groß Luckow liegt an der Landesgrenze zu Brandenburg in einer welligen Grundmoränenlandschaft. Das Gebiet ist überwiegend landwirtschaftlich geprägt. Die Entfernung zur Stadt Pasewalk beträgt zwölf Kilometer, zu Strasburg (Uckermark) etwa acht Kilometer. Westlich der Gemeinde liegt an der Grenze zum Land Brandenburg der Demenzsee.
Umgeben wird Groß Luckow von den Nachbargemeinden Jatznick im Norden und Osten, Uckerland im Süden und Westen sowie Strasburg (Uckermark) im Nordwesten.

## Geschichte

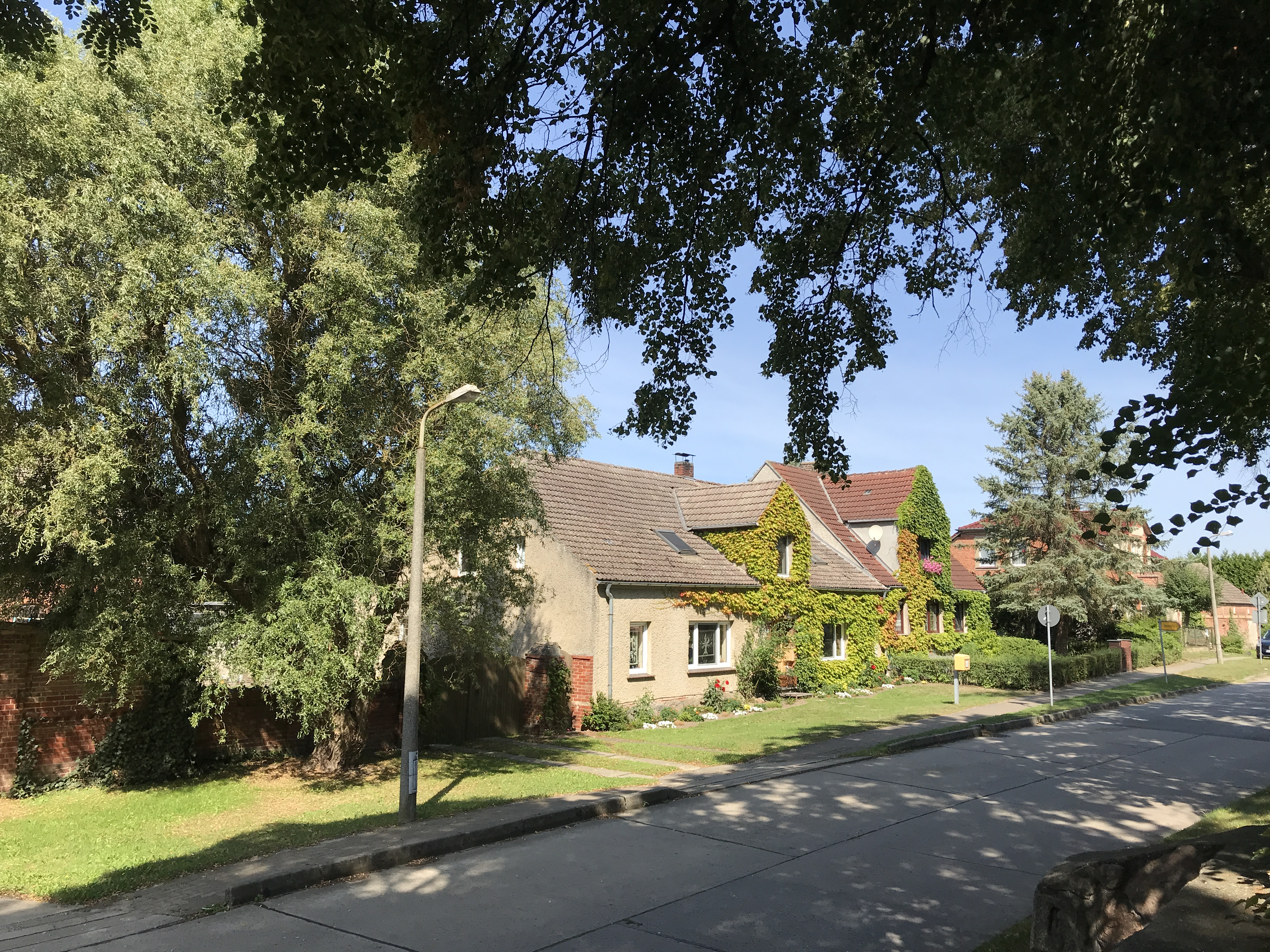
Dorfstraße in Groß Luckow

Das Gut Groß Luckow war von 1198 bis 1945 im Besitz der Familie von Raven, uckermärkischen Uradel. Um 1235 bezeugt eine bedeutende Schrift aus dem Mecklenburgischen Urkundenbuch einen Raven als Zeugen des Bischofs Konrad von Camin. Die gesicherte Stammreihe auf Groß-Luckow mit Schwarzensee beginnt mit dem Knappen oder Ritter Werneke 1375. Die Raven waren Lehnsmänner der brandenburgischen Markgrafen und erhielten verschiedene Ämter wie Marschall und Truchseß. Im frühen Mittelalter bildete sich mit mehreren Familienlinien eine durchgehende Gutsherrschaft vor Ort heraus.
Zur Zeit des Dreißigjährigen Kriegs lebte Landrat Hans Christoph von Raven (1618–1688), verheiratet mit Ilsabe von Rohr-Meyenburg. Einhundert Jahre später erfolgte die Aufnahme in die Mecklenburgische Ritterschaft. Erwähnenswert ist auch Hermann von Raven (1811–1899). Er bildete einen Familienfideikommiss, eine Stiftung zur Regelung der Erbfolge von Groß Luckow und Sicherung des Gutes. Sein Enkel Franz Krafft von Raven (1897–1961) war dann der letzte Besitzer des Guts.
Im letztmals kurz vor Beginn der Weltwirtschaftskrise amtlich publizierten Landwirtschaftlichen Adressbuch der Provinz Brandenburg wurde das Rittergut Groß Luckow mit 751 ha Grund ausgewiesen. Dazu gehörten noch das Rittergut Rosenthal mit 376 ha sowie das Rittergut Schwarzensee mit 642 ha. Man betrieb dort eine große Schafsviehwirtschaft mit 1100 Tieren. Die Verwaltung führte Inspektor Ehlers. Neben dem Gut gab es zwei größere Bauernhöfe in der Gemarkung, den Hof von August Hamann mit 37 ha und den Hof von Franz Hamann mit 21 ha.
Am 25. Juli 1952 wurde Groß Luckow zusammen mit anderen Gemeinden aus dem brandenburgischen, bis 1945 preußischen Landkreis Prenzlau herausgelöst und dem Kreis Pasewalk im Bezirk Neubrandenburg zugeordnet.

## Politik
Bei der Bundestagswahl 2025 verzeichnete die Gemeinde mit 74,7 % den bundesweit höchsten Zweitstimmenanteil für die AfD.

### Gemeindevertretung und Bürgermeister
Der Gemeinderat besteht (inkl. Bürgermeister) aus 6 Mitgliedern. Die Wahl zum Gemeinderat am 26. Mai 2019 ergab 100 % Zustimmung für die Wählergemeinschaft Groß Luckow und damit alle sechs Sitze.:
Bürgermeister der Gemeinde ist Robert Belz, er wurde mit 90,59 % der Stimmen gewählt.

### Dienstsiegel
Die Gemeinde verfügt über kein amtlich genehmigtes Hoheitszeichen, weder Wappen noch Flagge. Als Dienstsiegel wird das kleine Landessiegel mit dem Wappenbild des Landesteils Vorpommern geführt. Es zeigt einen aufgerichteten Greifen mit aufgeworfenem Schweif und der Umschrift „GEMEINDE GROSS LUCKOW * LANDKREIS VORPOMMERN-GREIFSWALD“.

## Sehenswürdigkeiten

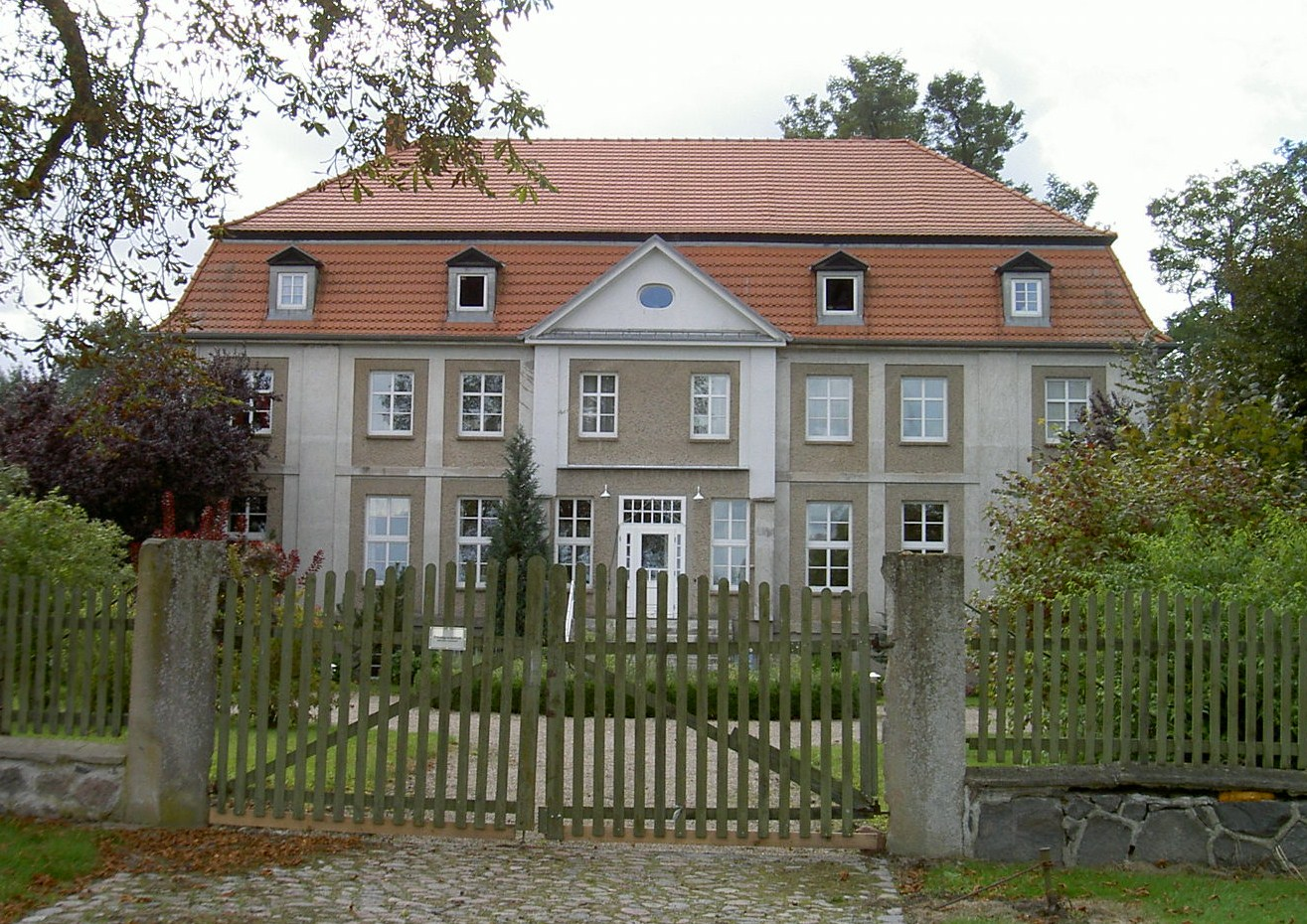
Gutshaus Groß Luckow (2010)

- Die Kirche Groß Luckow ist eine Feldsteinkirche aus der zweiten Hälfte des 13. Jahrhunderts. Im Innern steht unter anderem ein Altarretabel aus dem Jahr 1623.
- Gutshaus, in neobarockem Stil 1912 erbaut (heute Ferienwohnungen und Veranstaltungsräume) und einem dazugehörigen Landschaftspark.

## Verkehrsanbindung
Südlich von Groß Luckow führt die Bundesautobahn 20 vorbei. Im Nachbarort Blumenhagen besteht Bahnanschluss (Strecke Neubrandenburg – Stettin).

## Persönlichkeiten
- Heinrich Ludwig von Schimmelmann (1743–1793), Generalgouverneur von Dänisch-Westindien